# فيكتور مينا (لاعب كرة قدم)
فيكتور مينا (بالإسبانية: Víctor Mena) هو مدرب كرة قدم ولاعب كرة قدم هندوراسي في مركز الدفاع، ولد في 2 أغسطس 1980 في Trujillo, Honduras ‏ في هندوراس. شارك مع منتخب هندوراس لكرة القدم. أما مع النوادي، فقد لعب مع أتلاتيكو خولوما وريال إسبانيا ونادي تشانغتشون ياتاي ونادي فيكتوريا.

## وصلات خارجية
- فيكتور مينا (لاعب كرة قدم) على موقع قاعدة بيانات كرة القدم.إي يو (الإنجليزية)
- فيكتور مينا (لاعب كرة قدم) على موقع ناشيونال فوتبول تيمز (الإنجليزية)